# Dave Hope
Dave Hope (Topeka, 7 ottobre 1949) è un bassista e religioso statunitense, noto soprattutto per essere stato membro del gruppo rock Kansas dal 1972 al 1984.

## Biografia
Fa parte della band dal 1972 al 1984, anno del temporaneo scioglimento della band. Negli anni '90 rientrerà nel gruppo, ma solo temporaneamente. Dalla metà degli anni '80 è il bassista ufficiale di Kerry Livgren, suo ex compagno nei Kansas, ed è presente in tutti i suoi album. Nei brani da lui composti spiccano spesso caratteristiche christian rock e Southern rock.
Dal 2010 è parte della congregazione  dei " nati cristiani" della Florida, mentre nel 2013 viene ordinato sacerdote della chiesa anglicana.

## Discografia

### Discografia con Kerry Livgren
- 1984 Time Line (Kerry Livgren/AD)
- 1985 Art of the State (AD)
- 1986 Reconstructions (AD)
- 1988 Prime Mover (Kerry Livgren/AD)
- 1989 One of Several Possible Musiks
- 1995 When Things Get Electric (Kerry Livgren and Corps de Pneuma) (remastered in 2005)

### Discografia solista
- The Billboard Report, 1980